# Kyi-Leo
La Kyi-Leo es una raza de perro de tamaño pequeño, mezcla de Bichón maltés y Lhasa Apso.

## Historia
Se conoce de su existencia por primera vez en la década de 1950 en la Bahía de San Francisco por el cruce accidental de un maltés y un Lhasa Apso. Esto produjo un ejemplar atractivo, que rápidamente llamó la atención de algunas personas. Una de estas personas, la Sra. Harriet Linn observó estos perros y adquirió varios de ellos en 1965 y posteriormente adquirió varios más de la perrera de San José en 1969 y desde entonces comenzó seriamente el cuidado de la raza. En 1972 los propietarios de esta raza se reunieron, pero no había suficiente interés entre los propietarios por reconocer formalmente la raza, sin embargo fue en esta reunión que se decidió oficialmente llamar a la raza como Kyi-Leo.
El nombre proviene del tibetano y las lenguas de América. "Kyi" es la palabra tibetana para perro, lo que reconoce la raza Lhasa Apso, que llegó por primera vez desde Tíbet. "Leo" es la palabra latina para León, lo que reconoce el maltés, que también es conocido como el perro del "León de Malta". Desde entonces, la raza Kyi-Leo poco a poco se ha extendido por todo los Estados Unidos, especialmente en el litoral occidental, y ha sido aceptado por el American Rare Breed Asociación como una raza legítima.

## Características Físicas
Al nacer, el Kyi-Leo se ajusta a la palma de una mano humana. Plenamente desarrollado, que alcanza 8-12 pulgadas de altura y 9.14 libras de peso. El Kyi-Leo tiene una capa de pelaje larga y sedosa, con mayor frecuencia en blanco y negro, pero a veces dorado (café) y blanco, que tiende a crecer a gran longitud y atractivo. Su pelo también crece en su rostro tapando los ojos, tiene pequeñas piernas, pero el Kyi-Leo puede ser muy ágil y rápido, capaz de sostenerse sobre sus patas traseras y hacer rápidas y apasionadas carreras. También es natural su capacidad de nadar distancias cortas, aunque no le gusta especialmente el agua. Como la mayoría de los perros, tiene un fuerte sentido del olfato y un agudo sentido de la audición. El Kyi-Leo también tiene notables similitudes, en el tamaño corporal, la forma y el cabello, a la raza del perro Shih Tzu. 

## Temperamento

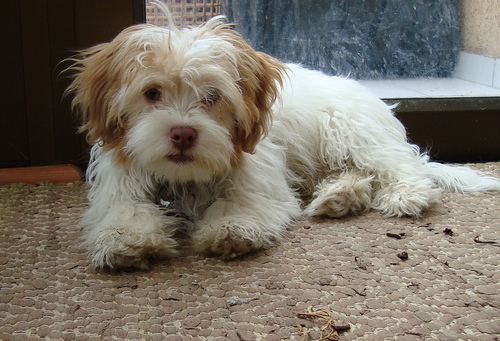
Kyi Leo.

El Kyi-Leo es notable por ser cálido, por lo general, muy juguetón y activo frente a personas o animales de su confianza, pero tiende a permanecer prudente y alerta ante los extraños. Su oído es agudo, es bastante intuitivo, es ideal para una vida en los entornos de interior y puede ser muy paciente cuando se le deja solo durante largas horas. Sin embargo, rápidamente se emociona cuando alguien llega a casa y es probable que demande atención como pago por su paciencia. El Kyi-Leo disfruta mucho ser tocado y acariciado, y puede llegar a ser bastante resistente a las cosquillas o la manipulación agresiva. Al ser provocado se puede poner en una fachada de ferocidad, pero es difícil que pueda llegar a lastimar a un humano. 
La raza Kyi-Leo puede reaccionar frenéticamente a ruidos fuertes de tono elevado, tales como alarmas de humo, prolongado silbido, la reverberación de los pianos o subwoofers de alta. 
La vida esperada de un Kyi-Leo es 12-14 años.

## Salud
Debido a su pequeño tamaño, el Kyi-Leo tiene patas y una columna delicada, pudiendo sufrir dolores de rótula y espalda debido a la gran cantidad de saltos o el manejo agresivo. 
Debido a su pelaje y su ascendencia del Tíbet, el Kyi-Leo se adapta mejor a climas fríos; en climas más calurosos se puede deshidratar rápidamente y para contrarrestar buscará baldosas frescas o superficies de sombra para descansar. Es muy importante que tenga un suministro de agua limpia y fresca. Cortar el pelo corto en los veranos calurosos es también una gran ayuda.
La ingestión de alimentos es también un problema, ya que en el Kyi-Leo puede convertirse fácilmente en exceso de peso debido a la pequeñez de su cuerpo. Una regla general es que si al menos se puede sentir su jaula de la costilla, entonces está dentro del rango de peso adecuado. Si no, entonces su obesidad puede conducir a otros problemas de salud. 
La ingesta de alimentos humanos, especialmente la carne, no se recomienda para el Kyi-Leo, pues para su pequeño estómago no es fácil manejarlos. Los Kyi-Leos han sido proclives a la pancreatitis, lo que limita en gran medida los tipos de alimentos que puede comer. La mayoría de los alimentos genéricos de perros son una buena fuente y opción de proteínas para Kyi-Leos. Se debe obligar a los Kyi-Leo para que se acostumbren a una dieta de perro, esto mejorará su salud y la energía en el largo plazo.

## Ejercicio
Una caminata diaria, por lo tanto, es muy saludable para un Kyi-Leo. Caminar alrededor de la cuadra y luego jugar cumple con sus necesidades de ejercicio. Se sugiere caminar una milla de largo.

## Publicaciones
- Dog Breed, Info Center. «Kyi-Leo(R) Dog». Dog Breed Info Center.
- The Breed Sof Dogs. «Kyi-Leo Dog». The Breed Sof Dogs. Archivado desde el original el 15 de enero de 2010. Consultado el 26 de abril de 2010.

- Datos: Q38059
- Multimedia: Kyi Leo / Q38059